# Christian Rudolph (Karambolagespieler)
Ernst Christian Rudolph (* 14. Januar 1965 in Köln) ist ein deutscher Karambolagespieler und Dreiband-Weltmeister. Im März 2019 wurde Rudolph zum Nachfolger des zurückgetretenen Bundestrainers Wolfgang Zenkner ernannt.

## Leben
Sein Vater Ernst Rudolph war als 17-facher deutscher Meister und zweifacher Vizeeuropameister ein bedeutender deutscher Billardspieler der fünfziger und sechziger Jahre. Bereits zur Taufe bekam Christian Rudolph vom damaligen Präsidenten des Deutschen Billard Bundes, Herbert Fassbender, ein Billardqueue geschenkt. Im Alter von neun Jahren begann er mit dem Billardtraining in dem vom Vater betriebenen Billardsalon in Köln.
Neben dem klassischen Einstieg ins Billardspiel, Freie Partie, Cadre und Einband spielte er von Anfang an Dreiband, auf das er sich früh spezialisierte. Rudolph hat Anlagenbau und Verfahrenstechnik studiert und lebt am Niederrhein.

## Karriere
1988, 1989 und 1992 gewann er mit seinem Verein BF Horster-Eck Essen 1959 bei den Deutschen Pokalmannschaftsmeisterschaften in Bottrop. In den Einzeldisziplinen siegte er 1990, 1992 und 1993 beim German Grand Prix (GGP). 1994 gewann er in Backnang seine erste Deutsche Meisterschaft im Dreiband und konnte gemeinsam mit seinem Teamkollegen Maximo Aguirre den Titel als Mannschaftsweltmeister in Viersen verteidigen. Im Finale gegen die Niederlande besiegte er dabei Dick Jaspers, wobei er die Partie mit einer 12er-Serie beendete. 1990 und 1992 waren die beiden dort bereits Dritte geworden. Ebenfalls 1994 gewann er mit Horster-Eck als erstem deutschen Verein seit 34 Jahren den Europapokal, ebenso 1996 und 1997.
In der Saison 1996/97 gewann er in Hattingen zum Saisonauftakt die Weltmeisterschaft im Dreiband gegen Daniel Sánchez. Der Spanier hatte im fünften und entscheidenden Satz Matchball, verpasste, und Rudolph konnte die letzten beiden Punkte zum Gewinn erzielen. Es war der erste Sieg eines Deutschen in der damals 68-jährigen Geschichte dieses Turniers. 1997 gewann er mit Johann Schirmbrand als Partner in Viersen die dort seit 1990 ausgetragene Mannschaftsweltmeisterschaft. Zum Saisonabschluss 1997 verbuchte er als erster Deutscher den Gesamtsieg der Weltcup-Turnier-Serie durch den Gewinn des Weltcups in Herne. Dieser Hattrick (Weltcup-Gesamtsieger, Einzel- und Mannschaftsweltmeister) war vor ihm noch niemandem gelungen. 2002 gewann er zusammen mit Martin Horn die Mannschafts-WM in Viersen. Von der Weltmeisterschaft der Nationalmannschaften 2011 musste sich Rudolph wegen Problemen mit der Halswirbelsäule zurückziehen.
2013 wurde er zusammen mit Horn Vizeweltmeister bei der WM für Nationalmannschaften. Bei der Europameisterschaft im April stand Rudolph mit Marco Zanetti im Finale und wurde Vizeeuropameister. Anfang Juni wurde er gemeinsam mit Markus Galla Dritter bei der Erstauflage der German Dreiband Masters. Im Juli nahm er als amtierender Deutscher Meister an den World Games teil und unterlag im Viertelfinale dem späteren Sieger Zanetti.

## Erfolge

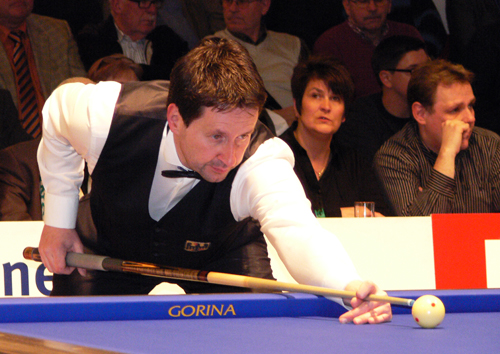
Christian Rudolph (2012)

- Dreiband-Weltmeisterschaft: Sieger: 1996 • Dritter 1998 (UMB/BWA)
- Dreiband-WM für Teams: Sieger 1993, 1994, 1997, 2002 • Zweiter 2001, 2006, 2013 • Dritter 1990, 1991, 1998, 1999, 2005, 2007, 2009, 2011
- Dreikampf-Weltmeisterschaft für Nationalmannschaften:  1993, 1995  1994
- Dreiband-Europameisterschaft: Zweiter 2013
- Dreiband-Weltcup: Gesamtsieger 1997 (UMB/CEB) • Einzelsieger 1997/1, 1997/5
- Coupe d’Europe Sieger 1994, 1996, 1997
- Deutscher Meister (Dreiband, Einzel) 1994, 1996, 1998, 1999, 2000, 2001, 2005, 2011, 2013, 2014, 2015
- Deutscher Pokalmeister (Dreiband, Mannschaft): 1988, 1989, 1992, 1994, 1996, 2010, 2015, 2016
- German Grand Prix: Gesamtsieger 1990, 1992 • Einzelsieger 1990/3, 1990/5, 1991/2, 1991/6, 1992/2, 1992/6, 1993/4, 1994/1, 1994/5, 2008/1, 2008/4, 2012/3, 2010/5
- German Dreiband Masters: Dritter 2013

## Quelle
Christian Rudolph im Munzinger-Archiv, abgerufen am 29. Juni 2012 (Artikelanfang frei abrufbar)